# Кёр-д’Ален (индейская резервация)

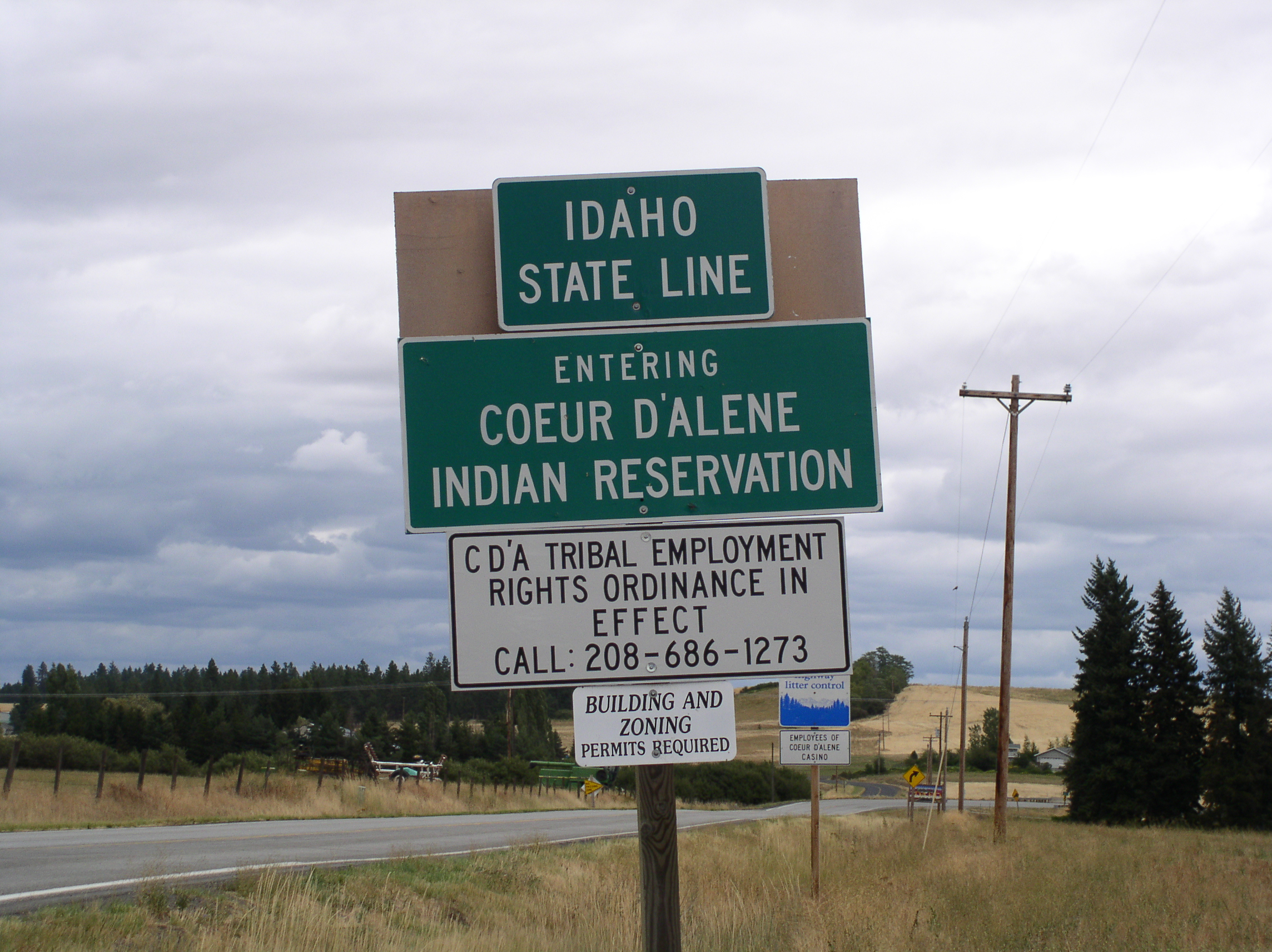
Стенд на въезде в резервацию

Кёр-д’Ален (англ. Coeur d'Alene Reservation) — индейская резервация, расположенная в северо-западной части штата Айдахо, США.

## История
Племя кёр-д’ален традиционно проживало в северном Айдахо, восточном Вашингтоне и западной Монтане и исторически состояло из 3 групп, каждая из которых занимала определённый район. В 1858 году, вместе с якама, палусами, спокан и северными пайютами кёр-д’ален вели войну с армией США, потерпели поражение и капитулировали.
В 1873 году племя было вынуждено уступить территорию в 9 672 км² и его земли были сокращены примерно до 2 400 км², когда президент Улисс Грант основал индейскую резервацию Кёр-д’Ален распоряжением правительства. Позже территория резервации была сокращены на треть и продана белым поселенцам. По состоянию на 1885 год Конгресс США не ратифицировал соглашение 1873 года и не выплатил компенсации племени. Это бездействие побудило кёр-д’ален снова обратиться с петицией к американскому правительству с требованием получить надлежащую и полную компенсацию за потерянную землю.
В дальнейшем, после принятия Конгрессом Акта Дауэса, на территории резервации поселились белые поселенцы и племя потеряло ещё часть своей земли.

## География
Резервация расположена на северо-западе штата Айдахо и в неё входит южная часть озера Кер-д’Ален. В процессе Айдахо против США, проходившем в Верховном суде США в 1873 году, исполнительным ордером, выданным президентом США Улиссом Грантом, право собственности было передано племени кёр-д’ален. Хотя судебное решение не повлияло на порядок использования и доступ к озеру, Агентство по защите окружающей среды США приняло решение, что племя может самостоятельно устанавливать стандарты по качеству воды в своей части озера Кер-д’Ален.
Территория резервации охватывает части округов Бенева и Кутеней. Общая площадь Кёр-д’Ален составляет 1 390,24 км², из них 1 356,93 км² приходится на сушу и 33,30 км² — на воду. Столицей резервации является город Пламмер.

## Демография
По данным переписи 2000 года население резервации составляло 6 551 человек, большинство составляли белые американцы. Самым крупным населённым пунктом, полностью входящим в состав резервации, является город Пламмер, население которого, по данным переписи 2010 года, превысило 1000 человек.
В 2019 году в резервации проживало 7 743 человека. Расовый состав населения: белые — 5 834 чел., афроамериканцы — 7 чел., коренные американцы (индейцы США) — 1 541 чел., азиаты — 19 чел., гавайцы — 19 чел., представители других рас — 33 чел., представители двух или более рас — 290 человек. Плотность населения составляла 5,57 чел./км².